# Хайменхаузен
Хайменхаузен (нем. Heimenhausen) — коммуна в Швейцарии, в кантоне Берн. 
Входит в состав округа Ванген. Население составляет 422 человека (на 31 декабря 2006 года). Официальный код — 0977.